# Глобулин
Глобулин е семейство глобуларни протеини, които имат по-високи молекулни тегла от албумините и са неразтворими в чиста вода, но се разтварят в разредени солеви разтвори. Тази група протеини помага да се регулира функцията на кръвоносната система.[поясни] Глобулините също така помагат в борбата с инфекциите, транспортират хранителни вещества и поддържат ензимните функции.[неблагонадежден източник]